# Johann Peter Salomon
Pour les articles homonymes, voir Salomon.
Johann Peter Salomon est un compositeur, violoniste et chef d'orchestre allemand, né le 20 février 1745 à Bonn et mort le 25 novembre 1815 à Londres.

## Biographie
Il est d'abord violoniste puis chef d'orchestre à la cour du prince Heinrich de Prusse, frère de Guillaume II d'Allemagne. Il rejoint Londres au début des années 1780, où il travaille comme compositeur et violoniste dans un quatuor à cordes.
Il est surtout connu comme un organisateur de concerts à Londres à la fin du XVIIIe siècle. Il a en effet réussi à faire venir Joseph Haydn à Londres en 1791-92 puis en 1794-95. À cette occasion, Haydn a écrit ses dernières symphonies numérotées 93 à 104, ainsi qu'une symphonie concertante en réponse à son élève devenu son concurrent, Ignace Pleyel.
De nombreux contemporains de Haydn voient leurs œuvres jouées lors de ces « concerts Salomon » : Jan Ladislav Dussek, Adalbert Gyrowetz, Leopold Anton Kozeluch, Václav Pichl, Antonio Rosetti, Muzio Clementi, Franz Anton Hoffmeister principalement.
Salomon est également connu pour avoir donné son surnom Jupiter à la Symphonie nº 41 de Mozart.